# Bolesław Kon
Bolesław Kon (* 9. Dezember 1906 in Warschau; † 10. Juni 1936 in Warschau) war ein polnischer Pianist jüdischer Herkunft.

## Leben und Werk
Bolesław Kon wurde in eine einfache jüdische Schneiderfamilie in Warschau geboren. Er begann seine musikalische Ausbildung während des Ersten Weltkriegs am Moskauer Konservatorium unter der Leitung von Konstantin Igumnow. 1924 kehrte er nach Polen zurück. Er begann musikalische Studien bei Bolesław Domaniewski an der Frédéric-Chopin-Musikakademie in Warschau. Danach setzte er seine Studien am Warschauer Konservatorium zunächst bei Aleksander Michałowski und dann bei Zbigniew Drzewiecki fort. 1928 schloss er seine Studien mit Auszeichnung ab.
Dem Warschauer Publikum wurde Kon während seines Studiums als außerordentlich begabter Pianist bekannt. Bei einem im April 1926 von der Warschauer Musikgesellschaft organisierten Liederabend versetzte er sein Publikum mit meisterhaftem Stil in Erstaunen. Nachdem er das Diplom des Warschauer Konservatoriums erhalten hatte, zog Kon nach Krakau. Dort übernahm er von 1929 bis 1931 den Lehrstuhl für Klavier am Konservatorium der Musikgesellschaft. Neben aller seiner pädagogischen Aufgaben entfaltete Kon eine intensive Konzerttätigkeit. Er spielte in Krakau, Warschau und anderen polnischen Städten als Solist in Sinfoniekonzerten und gab auch Rezitale. Wie Zeugen und Musikkritiker seiner Aufführungen erklären, fühlte Kon sich in allen ausgeführten Werken wohl. Er habe immer den richtigen Weg gefunden, sie zu interpretieren.
Im Jahre 1932 nahm Kon auf Veranlassung von Zbigniew Drzewiecki am 2. Chopin-Wettbewerb teil. Als Ergebnis dieses „Kräftemessens“ mit neunzig anderen Teilnehmern aus 18 Ländern gewann er punktgleich mit dem ukrainischen Pianisten Abram Lufer den dritten Preis und den Preis des Polnischen Rundfunks für den besten polnischen Teilnehmer. Von da entwickelte sich Kons Karriere rasant. Am 20. Januar 1933 spielte er mit dem Warschauer Philharmonischen Orchester das Klavierkonzert Nr. 2 in c-Moll op. 18 von Sergei Rachmaninow. Er präsentierte dieses Werk – wie ein Rezensent schrieb – „mit großem Einfallsreichtum, mit ungeheurer Reinheit der Technik in Details und mit allerfeinstem Geschmack“. Anderthalb Monate später trat er unter anderem in Warschau mit den 12 Etüden op. 10 von Chopin auf. Ein Musikkritiker schrieb: „Ich hatte den Eindruck, dass Chopin bei solcher Art und Weise nicht selbst spielen mußte. […]“
Ende Mai und Juni 1933 war Bolesław Kon in Wien, wo er am Internationalen Musikwettbewerb teilnahm. Die international besetzte Jury verlieh ihm den ersten Preis. Kon verwies damit später berühmte Pianisten wie Gina Bachauer, Dinu Lipatti, György Sándor und Maria Fotino auf die weiteren Plätze. Der Erfolg von Kon in Wien führte zu zahlreichen Konzerteinladungen nach Frankreich, den Niederlanden, Italien, Rumänien, Österreich und Ungarn.
Trotz der zahlreichen Auslandskonzerte hat Kon sein polnisches Publikum gepflegt. Er gab eifrig Konzerte, die von der Vereinigung der Freunde der Alten Musik, der Polnischen Gesellschaft für zeitgenössische Musik und einer Einrichtung zur Förderung der Musik in der polnischen Provinz unter dem Namen „Organisation der Musikbewegung“ (ORMUZ) organisiert waren. Kons Repertoire umfasste Werke von Sergei Rachmaninow und Fryderyk Chopin. Er hinterließ keinerlei Tonträgeraufnahmen.
Kon erkrankte psychisch. Religiöse Manie in Kombination mit seinem Reichtum an inneren metaphysischen, intellektuellen und künstlerischen Erfahrungen ließen ihn oft nach dem Sinn des Lebens und seiner Verantwortung vor sich selbst fragen. Er glitt in tiefe depressive Zustände ab, die ihn im Juni 1936 in Warschau in den Suizid führten.